# Regnes Mossi
Els regnes Mossi, a vegades esmentats erròniament com l'Imperi Mossi, van ser tres poderosos estats situats en l'actual Burkina Faso. Cada estat posseïa costums i govern similars, però eren governats de manera independent entre ells. A vegades, els regnes van lluitar entre si o es van unir enfront de les agressions musulmanes que venien del nord, a Mali.

## Orígens

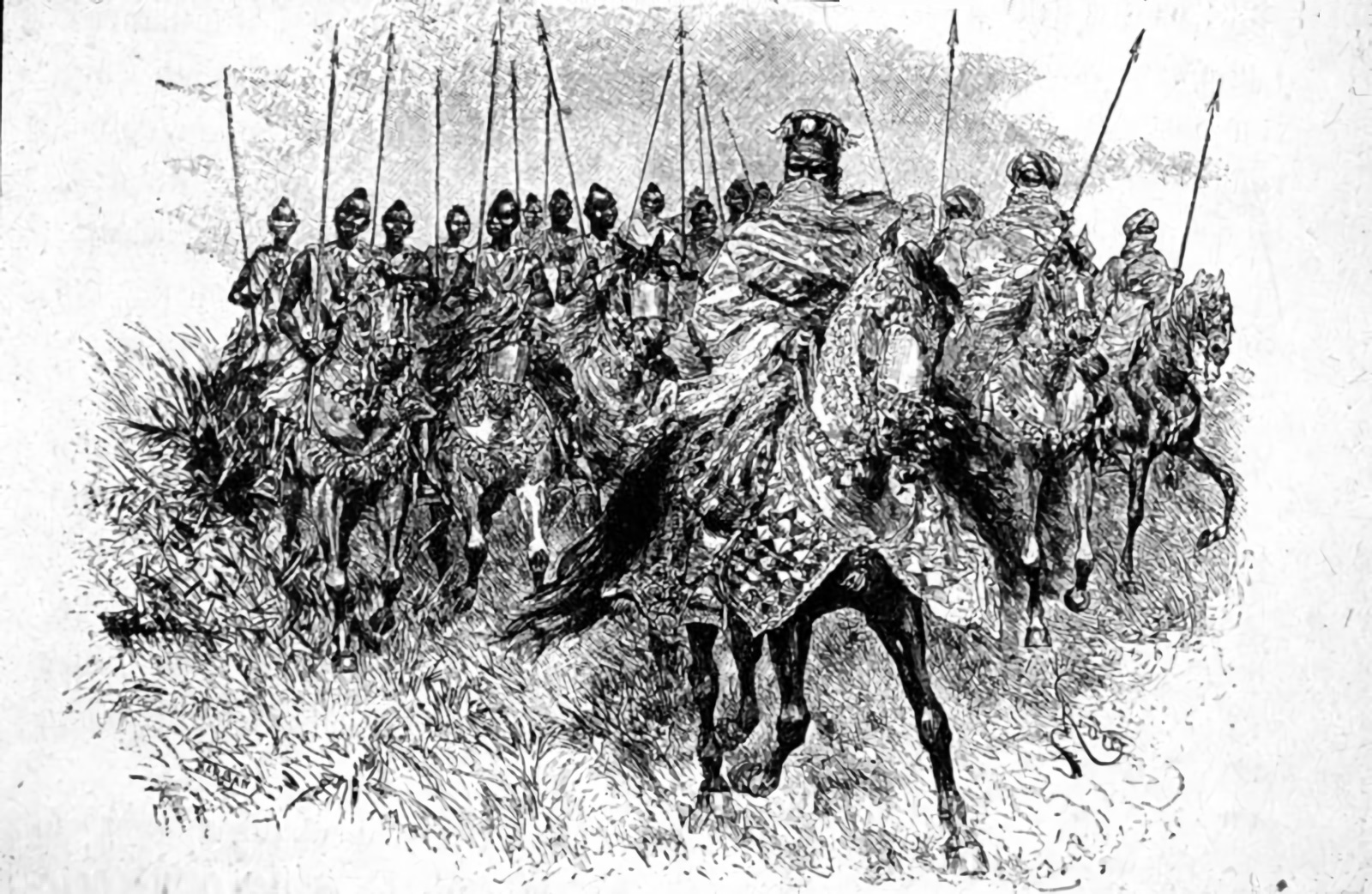
La cavalleria dels estats Mossi era experta a endinsar-se al territori de l'enemic, fins i tot contra el formidable Imperi de Mali.

Els mossi van emigrar cap a Burkina Faso des del nord de Ghana cap al canvi del segle X al XI. Van desplaçar als pobladors originals, coneguts com els yonyonse, i van començar a formar complexos estats amb forts exèrcits especialitzats en l'ús de la cavalleria. Els mossis van aconseguir defensar amb èxit la seva nova llar dels pobles mandinga i songhai de religió musulmana, i fins i tot van arribar a capturar a vegades porcions de territori malienc. Van seguir, i encara segueixen, ritus religiosos tradicionals africans.

### Tengkodogo
El primer regne Mossi va ser Tengkodogo, també conegut com a Tenkodogo (l'antiga mare pàtria). Es va formar en 1120 en l'actual Tenkodogo, a Burkina Faso. El governador del regne era denominat el Naabaa i la seva capital també es deia Tengkodogo (d'on el regne va agafar el seu nom).

### Yatenga
El segon regne Mossi va ser Yatenga. Va ser format el 1333 durant l'ascens de l'agressiu Imperi de Mali en el nord. El seu governant era conegut com a Yatenga Naaba o Rima i regnava des de la capital Waiguya (fundada per Naaba Yadegaa i que significava "vine i venera al rei"), a l'actual Ouahigouya, a Burkina Faso.

### Wogodogo
El tercer i darrer dels grans regnes mossis va ser Wogodogo, fundat pel fill de la Princesa Yennenga Naaba Ouedraogo. Wogodogo es va formar el 1441 i es va convertir en el principal estat mossi. El seu líder, el Moogo Naaba, va governar en l'actual Ouagadougou.

## Altres estats
Gourma, Mamprusi, Dagomba i Boussouma foren altres regnes mossis sorgits en aquest segles.

## Segles XV a XIX
Als segles xiii i xiv aquests regnes es van oposar als grans imperis de la corba (bucle) del Níger, l'Imperi de Mali i l'Imperi Songhai, els quals atacaven i saquejaven les zones frontereres i de vegades i penetraven profundament. El poder dels exèrcits mossis, degut a la seva cavalleria, els va permetre preservar l'essencial de la seva independència. Però al final del segle xv l'imperi Songhai va establir la seva supremacia a la corba del Níger posant fi a la cavalcades dels mossis. Gelosos del seu poder, els diversos reis mossis es van oposar sempre a la unificació del país mossi però els diversos regnes presentaven una considerable cohesió social i religiosa i una estabilitat política excepcional que es va conservar fins a la conquesta francesa al final del segle xix.
A partir del segle xv el regne d'Ouagadougou va esdevenir el més influent sota la direcció del seu cap conegut com el Moro Naba (Mogho Naba), descendant de la princesa Yennenga, dita la "mare del poble mossi". El Moro Naba era a la vegada rei i bruixot. 
Els mossis van participar poc del comerç transsaharià: els grans fluxos d'intercanvi rodejaven la regió; l'islam no s'hi va implantar. Els mossis foren molt menys afectats que altres pobles veïns pel tràfic d'esclaus.
Poc abans de la colonització francesa el centre del territori estava controlat per la confederació de regnes mossis que reagrupava quatre entitats polítiques: Yatenga, Wogodogo (Ouagadougou), Boussouma i Tenkodogo. Més a l'est hi havia el regne de Gourma; a l'oest el regne diula de Kong establert el segle xviii i ara disputat per diversos regnes.

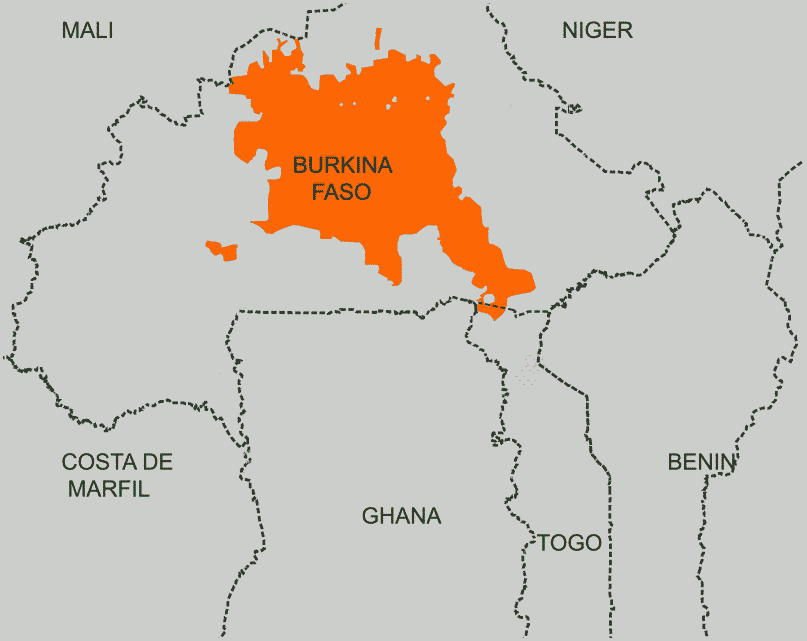
Actual extensió de la llengua mossi.

## Influència francesa
El capità Quiquandon havia estat enviat a Sikasso per influir no sols sobre aquest regne sinó també sobre els veïns. Però ocupat en el setge de Kinian va haver d'enviar al país dels mossis al doctor Crozat.
Crozat va sortir de Sikasso l'1 d'agost de 1890, amb alguns homes d'escorta, i es va dirigir cap a Waghadougou (Ouagadougou), a 500 km a l'est; tres dies després va arribar a Bobo-Dioulaso, lloc de transit important, i després va passar per Bossola i pel gran mercant de Ouarkoy, fins a arribar a Lanfiéra (2 de setembre). En el seu camí els bobos es van mostrar hostils, ja que eren enemics de Tieba de Sikasso que havia fet algunes incursions a la zona, i Crozat venia d'allí, però el metge va aconseguir guanyar la confiança de la gent i fou ben rebut pel almamy de Lanfiéra que li va acordar per carta la llibertat d'accés i de comerç pels francesos.
Més enllà Crozet va veure el seu camí tallat per la gent del Bocé enemics persistents de Lanfiéra; per seguir Crozat va fer un tomb per Là i va arribar a Waghadougou, un centre de negocis considerable, el 17 de setembre. Fou acollit hospitalàriament però amb desconfiança pel rei de reis Bokary, que el 1888, quan només era un naba (reietó provincial) s'havia mostrat amistós amb l'explorador Binger. Vanitós i poruc, Bokary estava totalment controlat pels seus consellers marabuts que li aconsellaven de no signar la convenció que Crozat li demanava.
Després de dotze dies d'espera, Crozat es va acomiadar de Bokary que li va assegurar verbalment que els mercaders francesos podien anar al país amb llibertat i seguretat. Seguint el mateix camí va tornar a Sikasso el 20 de novembre. En el seu informa Crozat indicava que el país mossi era una república aristocràtica amb 333 províncies cadascuna governada per un naba; el cap suprem o rei de reis, en aquest cas Bokary, tenia un poder nominal i no governava sobre altre lloc que la capital Ouagadougou.

## Caiguda
Els regnes mossis van sobreviure fins al segle xix amb la invasió i colonització francesa. El regne de Tengkodogo, primer dels estats Mossi, va ser irònicament el primer a ser conquerit per França el 1894. El regne Yatenga, no desitjant córrer la mateixa sort que Tengkodogo, va signar un acord de protectorat amb els francesos el maig de 1895. Wagadougou va ser conquistat i sotmès sota l'estatus de protectorat al setembre del mateix any. Wobogoo, l'últim Mogho Naba independent i governant d'Ouagadougou va ser formalment deposat el 1897, forçant-lo a l'exili a Zongoiri a la Costa de l'Or, on va morir el 1904.